# 四须鲃粘体虫
四须鲃粘体虫（学名：Myxosoma barbodesi）为粘体科粘体虫属的动物。在中国，分布于云南等，营寄生生活，寄生在大鳞四须鲃、四须鲃的鳃。